# Calocosmus janus
Calocosmus janus là một loài bọ cánh cứng trong họ Cerambycidae.